# شلیک مستقیم به لینکلن
شلیک مستقیم به لینکلن (به انگلیسی: The Day Lincoln Was Shot) یک فیلم تلویزیونی آمریکایی محصول سال ۱۹۹۸ است که براساس کتاب جیم بیشوپ ساخته شده است. فیلم بر اساس زندگی ترور آبراهام لینکلن و آبراهام لینکلن می‌باشد، که با نویسندگی و کارگردانی جان گری ساخته شده است، و بازیگر اصلی این فیلم لانس هنریکسن در نقش آبراهام لینکلن و راب مورو در نقش جان ویلکس بوث هستند.